# Dicranomyia tristoides
Dicranomyia tristoides là một loài ruồi trong họ Limoniidae. Chúng phân bố ở miền Cổ bắc.